# 地球ちゃん
地球ちゃん（ちきゅうちゃん、Earth-chan、ロシア語: Земля Чан / Земля-тян）は、地球の萌え擬人化キャラクターで、2017年にTwitterを発端に流行したインターネット・ミーム。

## 歴史
2017年11月30日に、アカウント名「@Trinimmortal」というユーザーがTwitter上において、学校に通うアニメ風の女の子「地球ちゃん」が自身の貧乳にコンプレックスを抱いていて、「私は平らじゃない！」と言うアニメを作ろうという発言を行った。地球ちゃんは、海と陸地を表す青と緑の髪の毛をしており、NASAのTシャツを着ているというアイデアも表明された。12月4日には、これらの設定に基づいた地球ちゃんのイラストを投稿するアーティストが現れた。この冗談は、ソーシャル・ネットワーキング・サービスにおいて地球平面説と関連付けて盛んに使用されるようになった。
地球ちゃんの頭上には人類が住んでいるが、彼女の衛生面にとって必ずしも良いことではないという描写もなされる。地球ちゃんは病弱であり、咳をしていたり、点滴を受けたりしている気の毒な様子で描かれるが、これは環境破壊のメタファーであるとされる。
地球ちゃんはredditで人気を博し、pixivとdeviantARTで多くのファンアートが投稿された。

## 評価
コミック・ブック・リソーシズは、インターネットがアニメの女の子を作った例として「地球ちゃん」を引用した。

## 影響
インヴァースによると、2017年にアメリカで洗濯用洗剤を食べる危険なチャレンジが流行した際に作成された萌え擬人化キャラクター「タイドポッドちゃん」は、地球ちゃんに触発されて制作された。

## 大衆文化
地球ちゃんは、The 1975の2020年の楽曲『The Birthday Party』の公式ミュージック・ビデオに出演した。
地球ちゃんのアバターと設定を用いて、ロシアのバーチャルYouTuberとしてYouTube上において動画投稿活動を行っている登録者数4.88万人のチャンネルが存在する。
Lushsuxは、火星への渡航を志すイーロン・マスクを抱く地球ちゃんの壁画を描いた。